# Elite Women’s Hockey League 2010/11
Die Saison 2010/11 war die siebte Spielzeit der Elite Women’s Hockey League, einer Fraueneishockeyliga. Im siebten Jahr ihres Bestehens nehmen zwischen dem 11. September 2010 und 27. Februar 2011 insgesamt acht Mannschaften aus Österreich, Slowenien, Deutschland, der Slowakei und den Niederlanden teil. Der siebte Meister der Liga wurde der EHV Sabres Wien, der zum zweiten Mal nach 2004 den Titel gewann.
Die Vienna Flyers kehrten ins Teilnehmerfeld der Liga zurück und mit dem MHK Martin wurde ein zweites slowakisches Team aufgenommen. Zusätzlich spielte die niederländische Eishockeynationalmannschaft der Frauen in der Liga mit, die ihre Heimspiele teilweise beim jeweiligen Gegner austrug. Es war die erste Teilnahme eines Teams aus den Niederlanden. Eine Mannschaft aus Italien nahm nicht am Wettbewerb teil.

## Modus
Die acht Teilnehmer spielten in einer Doppelrunde im Ligasystem die Plätze aus, sodass jede Mannschaft 14 Partien austrug. Die vier Mannschaften mit den meisten Punkten qualifizierten sich am Ende der Hauptrunde für das erstmals veranstaltete Finalturnier. Für einen Sieg erhielt eine Mannschaft drei Punkte, bei einem Sieg nach der Sudden Victory Overtime genannten Verlängerung oder nach Penaltyschießen zwei Punkte. Die unterlegene Mannschaft erhielt nach der regulären Spielzeit keine Punkte, bei einer Niederlage nach Verlängerung oder Penaltyschießen jedoch einen Punkt.
Im Finalturnier spielten die vier verbliebenen Teilnehmer im K.-o.-System den Meister der Liga aus.

## Hauptrunde
| Pl. | Mannschaft           | Land        | Sp | S  | OTS | OTN | N  | Tore   | Punkte |
| 1.  | EHV Sabres Wien      | Osterreich  | 14 | 13 | 0   | 0   | 1  | 101:26 | 39     |
| 2.  | HC Slovan Bratislava | Slowakei    | 14 | 11 | 0   | 1   | 2  | 073:28 | 34     |
| 3.  | ESC Planegg/Würmtal  | Deutschland | 13 | 8  | 1   | 1   | 3  | 063:30 | 27     |
| 4.  | MHK Martin           | Slowakei    | 13 | 7  | 0   | 0   | 6  | 038:53 | 21     |
| 5.  | DEC Salzburg Eagles  | Osterreich  | 14 | 6  | 0   | 0   | 8  | 041:58 | 18     |
| 6.  | Team Niederlande     | Niederlande | 14 | 3  | 3   | 0   | 8  | 035:50 | 15     |
| 7.  | HDK Maribor          | Slowenien   | 14 | 2  | 0   | 0   | 12 | 025:83 | 6      |
| 8.  | Vienna Flyers        | Osterreich  | 14 | 1  | 0   | 2   | 11 | 023:71 | 5      |

## Finalturnier
Das sogenannte Final Four fand am 26. und 27. Februar 2011 im österreichischen Amstetten in der 2.000 Zuschauer fassenden Eishalle Amstetten statt.

|  | Halbfinale | Halbfinale           | Halbfinale |                  |  | Finale | Finale               | Finale |
|  |            |                      |            |                  |  |        |                      |        |
|  |            |                      |            |                  |  |        |                      |        |
|  | 1          | EHV Sabres Wien      | 9          |                  |  |        |                      |        |
|  | 4          | MHK Martin           | 1          |                  |  | 1      | EHV Sabres Wien      | 2      |
|  |            |                      |            |                  |  | 2      | HC Slovan Bratislava | 1      |
|  |            |                      |            |                  |  |        |                      |        |
|  |            |                      |            | Spiel um Platz 3 |  |        |                      |        |
|  | 2          | HC Slovan Bratislava | 4          |                  |  |        |                      |        |
|  | 3          | ESC Planegg/Würmtal  | 1          |                  |  | 3      | ESC Planegg/Würmtal  | 9      |
|  |            |                      |            |                  |  | 4      | MHK Martin           | 0      |
|  |            |                      |            |                  |  |        |                      |        |

### Halbfinale
| 26. Februar 2011 14:30 Uhr | EHV Sabres Wien | 9:1 (3:0, 3:0, 3:1) | MHK Martin | Eishalle, Amstetten Zuschauer: 150 |

| 26. Februar 2011 20:30 Uhr | HC Slovan Bratislava | 4:1 (1:0, 1:0, 2:1) | ESC Planegg/Würmtal | Eishalle, Amstetten Zuschauer: 150 |

### Spiel um Platz 3
| 27. Februar 2011 13:30 Uhr | ESC Planegg/Würmtal | 9:0 (1:0, 3:0, 5:0) | MHK Martin | Eishalle, Amstetten Zuschauer: 150 |

### Finale
| 27. Februar 2011 16:30 Uhr | EHV Sabres Wien | 2:1 (0:1, 1:0, 1:0) | HC Slovan Bratislava | Eishalle, Amstetten Zuschauer: 200 |

## Beste Scorerinnen
Abkürzungen: Sp = Spiele, T = Tore, V = Vorlagen, SM = Strafminuten; Fett: Saisonbestwert
| Spieler         | Team        | Sp | T  | V  | Punkte | SM |
| --------------- | ----------- | -- | -- | -- | ------ | -- |
| Sam Hunt        | Sabres Wien | 16 | 41 | 27 | 68     | 16 |
| Victoria Hummel | Sabres Wien | 16 | 13 | 25 | 38     | 8  |
| Kiira Dosdall   | Sabres Wien | 16 | 13 | 21 | 34     | 20 |
| Esther Kantor   | Sabres Wien | 16 | 10 | 20 | 30     | 18 |
| Evan Minnick    | Planegg     | 15 | 11 | 14 | 25     | 6  |
| Nicol Čupková   | Bratislava  | 16 | 13 | 11 | 24     | 12 |
| Julia Zorn      | Planegg     | 15 | 14 | 7  | 21     | 10 |
| Petra Jurčová   | Bratislava  | 13 | 11 | 10 | 21     | 10 |
| Savine Wielenga | Niederlande | 14 | 14 | 6  | 20     | 16 |
| Janka Čulíková  | Bratislava  | 16 | 14 | 6  | 20     | 16 |

## Auszeichnungen
Spielertrophäen
| Auszeichnung     | Spieler         | Team            |
| ---------------- | --------------- | --------------- |
| Beste Torhüterin | Sandra Borschke | EHV Sabres Wien |

All-Star-Team
| Angriff:      | Sam Hunt (Sabres Wien) – Brittany Fardelmann (Eagles) – Evan Minnick (Planegg/Würmtal) |
| Verteidigung: | Iveta Karafiátová (Bratislava) – Kiira Dosdall (Sabres Wien)                           |
| Tor:          | Claudia Van Leeuwen (Niederlande)                                                      |